# Pałeczki kwasu mlekowego
Pałeczki kwasu mlekowego – pałeczkowate bakterie kwasu mlekowego. Nazwa ta jest zwykle używana w odniesieniu do bakterii z rodzaju Lactobacillus, najczęściej Lactobacillus acidophilus.